# Pietro di Domenico da Siena

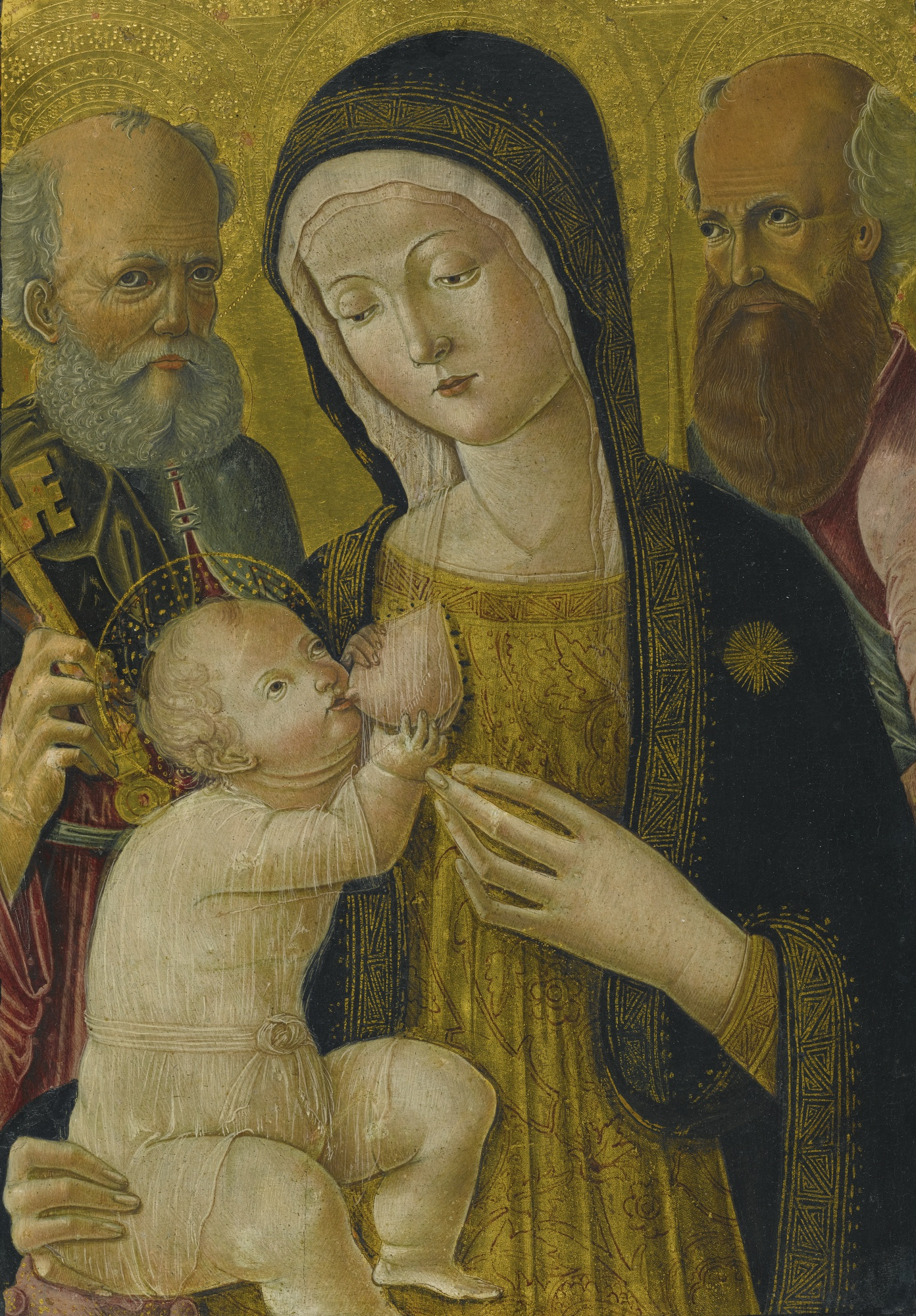
Madonna con Bambino e Santi Pietro e Paolo di Pietro di Domenico da Siena, collezione privata

Pietro di Domenico da Siena (Siena, 1457 – Siena, 1506) è stato un pittore italiano del Rinascimento.

## Biografia
Non si sa molto della sua vita se non attraverso le sue opere. Nacque, lavorò e visse tutta la sua vita a Siena, e il suo stile lo colloca nella scuola senese mostrando influenze del pittore Luca Signorelli. Dipinse principalmente opere a tema religioso su commissione delle chiese locali. Morì a Siena nel 1506. Una delle sue opere fa parte della collezione dello York Museums Trust.